# Смерть єдинорога
«Смерть єдинорога» (англ. Death of a Unicorn) — фільм 2025 року у стилі комедійного горора. Головні ролі виконали Дженна Ортега та Пол Радд. Прем'єра фільма вібулася на South by Southwest 8-го березня 2025-го року.
Вихід у кінопрокат планується на кінець березня 2025-го року.

## Синопсис
Батько і донька випадково збивають і вбивають єдинорога по дорозі на відпочинок на вихідні, де їхній бос-мільярдер прагне використати чудодійні лікувальні властивості цієї тварини.

## Сприйняття
Фільм отримав 62 % схвальних відгуків на сайті Rotten Tomatoes.